# Довева къща
Филиповата или Довевата къща (на гръцки: Οικία Φιλιππίδη, Οικία Nτόβα) е къща в град Лерин, Гърция.

## Местоположение
Къщата е разположена в стария център Вароша, на булевард „Елевтерия“ № 83, край река Сакулева.

## История
Къщата е построена преди 1912 година от търговеца и по-късно депутат от Народната партия Евангелос Филипидис. Дъщеря му е Маргарита, съпруга на Атанасиос Ромпапас. Маргарита участва активно във войната от 1940 година и е наградена за действията си с медали на Министерството на войната и Червения кръст.
Къщата е закупена в 1977 годин от Георгиос Довас и е щателно поддържана.
В 1987 година къщата е обявена за паметник на културата.

## Архитектура
Морфологията на фасадата, с ясен еклектичен стил и симетрична организация на отворите около централната вертикална ос, която е маркирана от малкия богато украсен балкон на първия етаж, направен от чугун и поддържан от чугунени конзоли. Пространството на галерията също е ограничено от фалшиви колони, докато входът е затворен с двукрила дървена ламперена врата, където малко по-високо е оформена кръгла капандура, организация, която препраща към френския класицизъм. Хоризонтални декоративни рамки разделят подовите нива. Прозорците на приземния етаж изглеждат прости с линейна рамка и декоративен основен камък, докато тези на първия етаж са особено сложни. По-специално, централната външна врата е украсена с извит фронтон, докато двата прозореца, които я обграждат, са увенчани с триъгълни фронтони.
Сградата има промени в морфологията на фасадата, след обновяване на интериора – затваряне на галерията и премахване на централния вход. Като част от тези работи е унищожен стенописът на стълбището.